# Seffler
Seffler – polski herb szlachecki z nobilitacji.

## Opis herbu
Opis herbu z wykorzystaniem zasad blazonowania, zaproponowanych przez Alfreda Znamierowskiego:
W polu czerwonym dwie wieże połączone o dołu.
Klejnot: samo godło.
Labry czerwone, podbite srebrem.

## Najwcześniejsze wzmianki
Nadany Grzegorzowi Stanisławowi Sefflerowi, mieszczaninowi krakowskiemu 17 marca 1597.

## Herbowni
Ponieważ herb Seffler był herbem własnym, prawo do posługiwania się nim przysługuje tylko jednemu rodowi herbownemu:
Seffler (Scheffler).